# Chiromyscus chiropus
Chiromyscus chiropus is een zoogdier uit de onderfamilie van de muizen en ratten van de Oude Wereld (Murinae) dat voorkomt in Noord-Myanmar, Noord-Thailand, Midden-Laos en Vietnam. De soort leeft in bomen.
Deze soort lijkt sterk op Niviventer-soorten, maar heeft nagels in plaats van klauwen. Ook is hij groter dan Niviventer-soorten.. De rug is oranjebruin; om de ogen zitten grote donkerbruine ringen. De poten, voeten en flanken zijn geelbruin-oranje. De staart is van boven bruin en van onder zeer lichtbruin. De oren zijn kort.